# Rhopalotria mollis
Rhopalotria mollis is een keversoort uit de familie Belidae. De wetenschappelijke naam van de soort is voor het eerst geldig gepubliceerd in 1890 door Sharp.